# Layou, Dominica
Layou este un oraș din Dominica.